# República da China nos Jogos Olímpicos de Verão de 1948
A República da China competiu nos Jogos Olímpicos de Verão de 1948, realizados em Londres, Inglaterra.